# 同仁市
同仁市（どうじん-し）は中華人民共和国青海省黄南チベット族自治州に位置する県級市。チベット語ではレプゴンとも呼ぶ。

## 歴史
1929年（民国18年）、循化県より同仁県が分割・設置される。1952年には県級の同仁蔵族自治区とされ、1953年には沢庫県が分割されている。同年再び同仁県と改編される。2020年6月29日、県級市の同仁市に改編され現在に至る。

## 行政区画
- 鎮:隆務鎮、保安鎮、多哇鎮
- 郷:蘭採郷、双朋西郷、扎毛郷、黄乃亥郷、曲庫乎郷、年都乎郷、瓜什則郷、加吾郷